# 土库曼宇宙东经52度通信卫星
土库曼宇宙东经52度/摩纳哥SAT（/MonacoSAT；原称土库曼Sat1）是土库曼斯坦的第一颗卫星，由泰雷兹阿莱尼亚宇航公司在戛纳曼德琉航天中心建造。该卫星于2015年4月27日由獵鷹9號運載火箭从卡纳维拉尔角发射，在地球静止轨道东经52度线上运行，预计使用寿命为15年。
卫星由摩纳哥和土库曼斯坦共同拥有，位置由摩纳哥公国控制。其上有12个应答器被商业化，被称为“摩纳哥SAT”；另26个应答器被称为“土库曼宇宙”（TürkmenÄlem），由土库曼斯坦国家航天局运营。

## 历史

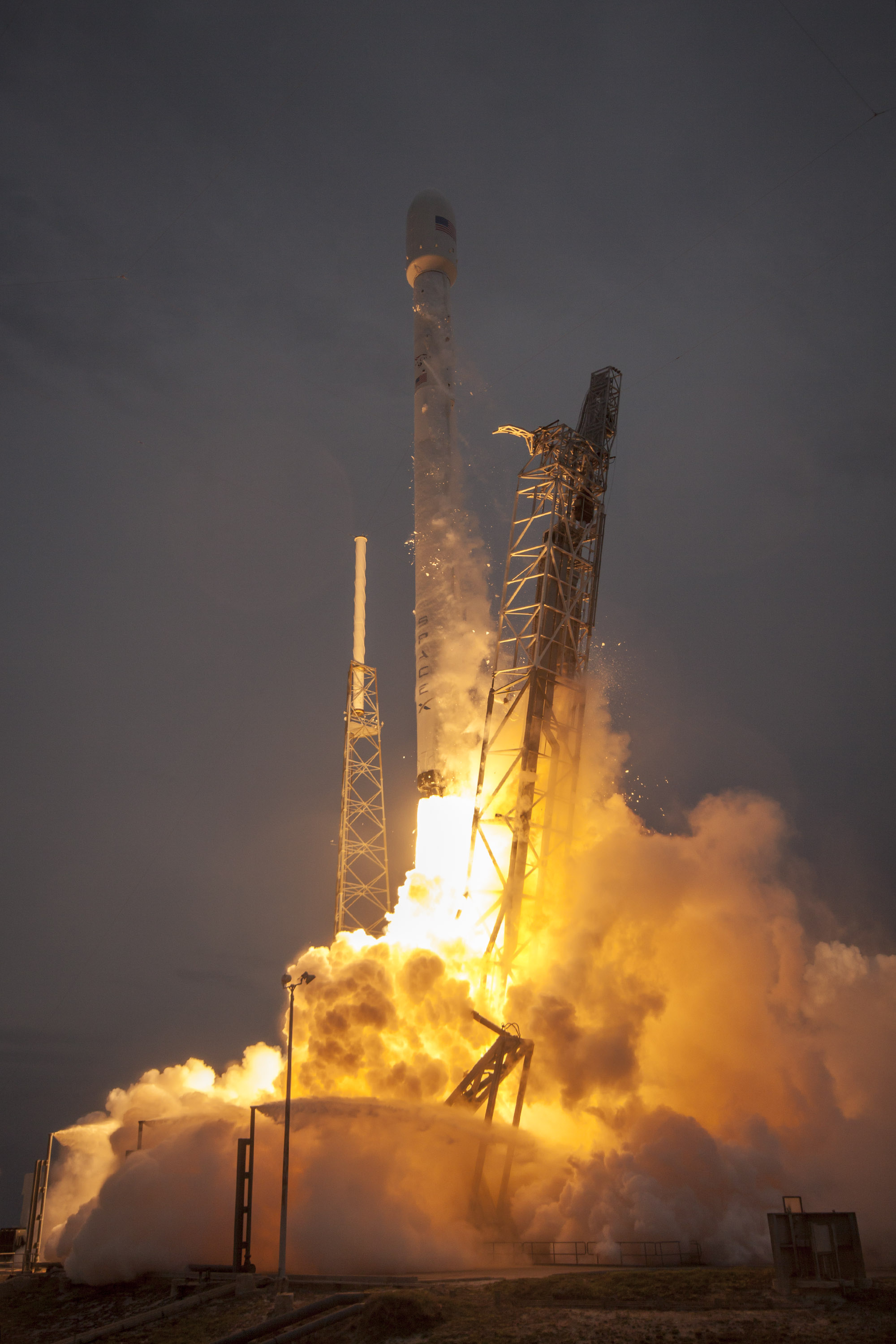
搭载土库曼宇宙东经52度/摩纳哥SAT的猎鹰9号发射现场

2009年，摩纳哥国际空间系统（SSI-Monaco）与摩纳哥政府签署了一项关于摩纳哥SAT项目开发和使用东经52度轨道位置的许可协议。2011年11月，土库曼斯坦交通部与泰雷兹阿莱尼亚宇航公司签署协议，建造土库曼斯坦国家卫星通信系统计划的第一颗“土库曼空间”卫星，并与摩纳哥国际空间系统共享东经52度位置，规定摩纳哥国际空间系统在卫星上有权使用12个Ku波段应答器，这些应答器被称为“摩纳哥SAT”。2013年7月，全球卫星运营商SES和摩纳哥国际空间系统签署了一项协议，让SES将12个摩纳哥SAT应答器商业化，并将摩纳哥SAT整合到SES的机队中。
这颗卫星原本打算用中国长征三号乙火箭发射，但在国际武器贸易条例禁止下，一些美国制造的零件无法出口到中国进行发射，因此在2013年6月它改用了SpaceX獵鷹9號運載火箭发射器，并计划在2014年底或2015年初发射。
发射原定于2015年3月21日发射，但由于研究猎鹰9号火箭氦增压系统的问题，发射推迟，新的发射日期定于不早于2015年4月24日。SpaceX澄清过延迟的原因：“问题不在于氦瓶本身，而是来自类似批次的其他瓶子，他们未能通过在公司装配厂的测试。”随后卫星于2015年4月27日发射成功，运行在东经52度线上。

## 覆盖范围
土库曼宇宙东经52度/摩纳哥SAT卫星有38个Ku波段应答器，通过三个下行链路波束覆盖欧洲、中东、非洲和亚洲：
- 西部波束以土库曼斯坦、哈萨克斯坦和乌兹别克斯坦为中心，提供53分贝瓦功率，提供低至约50厘米的接收。低功率波束向东北延伸到俄罗斯，向北穿过斯堪的纳维亚半岛到斯瓦尔巴群岛，向西穿过欧洲到大西洋，在法国和英国南部上空有第二个高功率波瓣。
- 东部波束也以土库曼斯坦、哈萨克斯坦和乌兹别克斯坦为中心，功率略有降低（52分贝瓦），向西延伸穿过中欧和北欧，第二个52分贝瓦波瓣在法国西北部上空。
- 中部的MENA波束以阿拉伯半岛和北非（利比亚）为中心，最大功率为51分贝瓦，向南延伸至苏丹和埃塞俄比亚。

## 摩纳哥卫星
SES商业化的12个Ku波段转发器被称为“摩纳哥SAT”，其有效载荷为中东和北非的卫星电视广播提供了能力，此外还为欧洲、中东、北非和中亚的集群数据服务提供了资源。

## 频率
- H_10804_27500
- V_10845_27500

- V_10887_27500
- V_11221_27500
- V_12226_28000
- V_12265_27500
- V_12303_27500
- V_12341_28000
- V_12380_28000
- H_12437_27500
- H_12476_27500

## 延伸阅读
- 太空探索技术公司
- 猎鹰9号发射列表